# بوخوم
بوخوم (‎/ˈboʊxʊm/‎ BOHKH-uum, نیز US: ‎/-əm/‎ --əm, آلمانی: [ˈbo:xʊm] (); وستفالی: Baukem)، با جمعیتی بالغ بر ۳۶۴٫۹۲۰ نفر (۲۰۱۶)، ششمین شهر پرجمعیت ایالت نوردراین-وستفالن (پس از کلن، دوسلدورف، دورتموند، اسن و دویسبورگ) و شانزدهمین شهر پرجمعیت آلمان است. این شهر در ارتفاعات روهر (Ruhrhöhen)، میان رودخانه‌های رور در جنوب و امشر در شمال، (شاخه‌های راین) قرار دارد و دومین شهر بزرگ وست‌فالن پس از دورتموند، و چهارمین شهر بزرگ منطقه رور پس از دورتموند، اسن و دویسبورگ محسوب می‌شود. این شهر در مرکز رور، بزرگ‌ترین منطقهٔ شهری آلمان، در راین-رور واقع شده است و به منطقهٔ آرنسبرگ تعلق دارد. بوخوم ششمین شهر بزرگ و یکی از جنوبی‌ترین شهرهای منطقهٔ گویش آلمانی سفلی است. ۹ مؤسسهٔ آموزش عالی در این شهر وجود دارد که مهم‌ترین آنها دانشگاه رور بوخوم، یکی از ده دانشگاه بزرگ آلمان، و دانشگاه علوم کاربردی بوخوم است.

## جغرافیا
این شهر در منطقه رور و در بین شهرهای اسن، گلزن‌کیرشن، هرنه، کاستروپ-راوکسل، دورتموند، ویتن و هاتینگن واقع شده است.
در جنوب این شهر نواحی جنگلی و دریاچه کمنادر دیده می‌شود.
ارتفاع شهر در بالاترین نقطه به ۱۹۶ متر بالاتر از سطح دریا و در پایین‌ترین نقطه به ۴۳
متر بالاتر از سطح دریا می‌رسد.

## جنگ جهانی دوم
این شهر در طول جنگ جهانی دوم آسیب‌های فراوانی دید. در طی بمباران‌های هوایی ۳۸٪ این شهر نابود شد.
از تاریخ ۲۰ ژوئن ۱۹۴۰ تا ۲۲ مارس ۱۹۴۵ در بمباران‌های مختلف توسط نیروی هوایی سلطنتی بریتانیا در مجموع از ۱۱۵۹۵ تن بمب در این شهر استفاده شد.

## دانشگاه‌ها
در بوخوم یک دانشگاه (دانشگاه رور بوخوم) و چندین مدرسه عالی (Hochschule) وجود دارد.

## ترابری
ایستگاه مرکزی بوخوم که در سال ۱۹۵۷ تأسیس شده به شبکه سراسری راه‌آهن متصل است، همچنین تراموا بوخوم/گلزنکیرشن سیستم ترابری بین شهری و حومه و قطار شهری بوخوم قطار سبک شهری در بوخوم است.
بوخوم دارای فرودگاه نمی‌باشد اما نزدیک‌ترین فرودگاه به این شهر فرودگاه دورتموند در ۲۷ کیلومتری، فرودگاه دورتموند در ۳۱ کیلومتری و فرودگاه بین‌المللی دوسلدورف در ۴۷ کیلومتری آن قرار دارد.

## ورزش
اولین باشگاه فوتبال تأسیس‌شده در بوخوم، مربوط به باشگاه فوتبال «وی‌اف‌ال بوخوم» می‌شود که براساس رتبه‌بندی بوندسلیگا در فصل ۲۰۰۷–۰۸ دوازدهمین باشگاه برتر آلمان محسوب می‌شد.

## شهرهای خواهرخوانده
- شفیلد، بریتانیا، از ۱۹۵۰
- ابیدو، اسپانیا، از ۱۹۸۰
- دونتسک، اوکراین، از ۱۹۸۷
- نوردهاوزن، آلمان، از ۱۹۹۰
- شوژو، چین، از ۱۹۹۴
- کاشان ، ایران